# Rothenbuch
Rothenbuch è un comune tedesco di 1 937 abitanti, situato nel land della Baviera.